# Edmund Wengerek

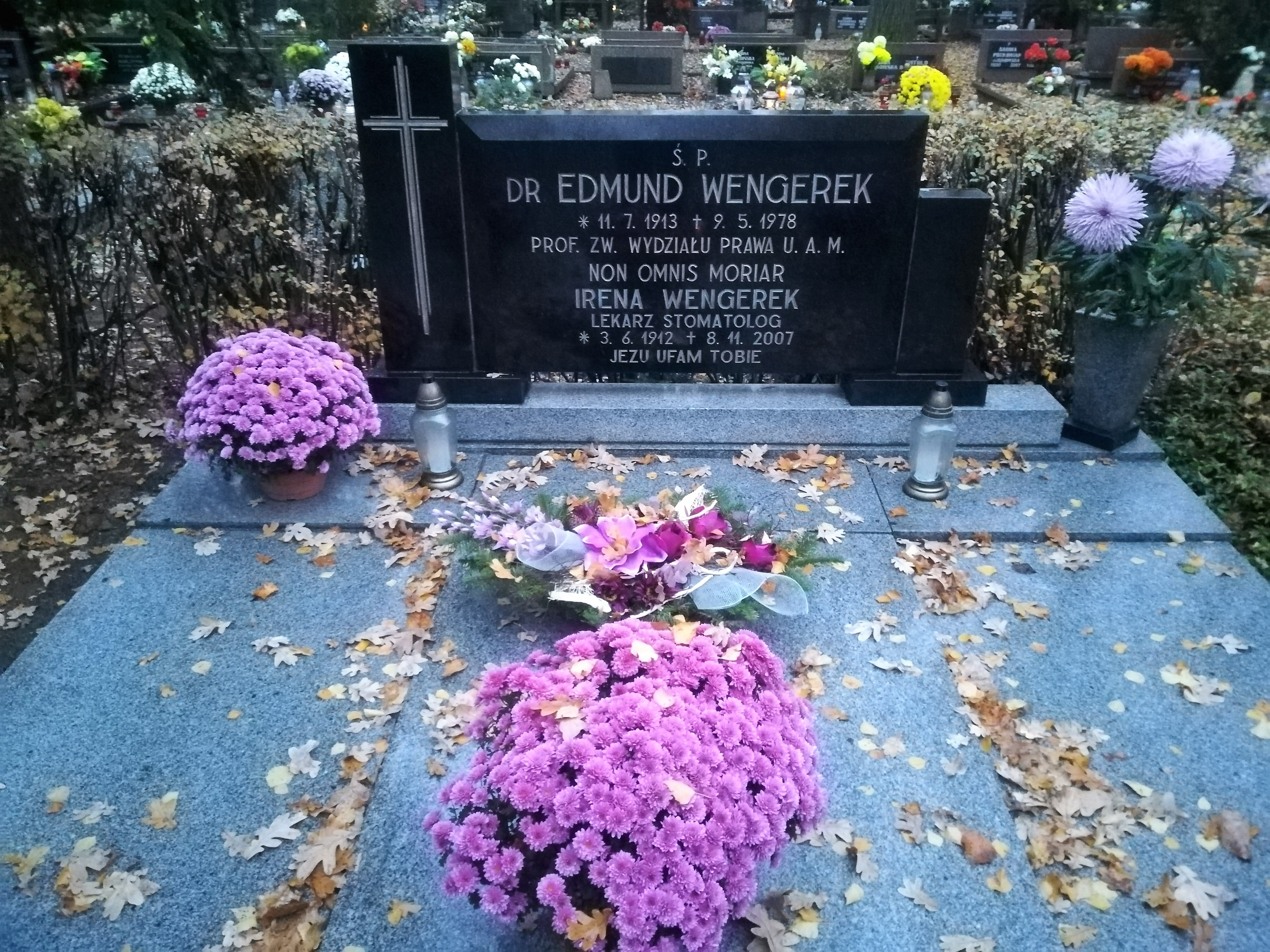
Grób na cmentarzu junikowskim

Edmund Wengerek (ur. 11 lipca 1913 w Gnieźnie zm. 9 maja 1978 w Poznaniu) – polski prawnik, profesor zwyczajny na Wydziale Prawa i Administracji UAM w Poznaniu, w drugiej połowie lat 50 był kierownikiem Katedry Postępowania Cywilnego UMCS w Lublinie. 

## Życiorys
Pochodził ze znanej gnieźnieńskiej rodziny kupieckiej. Absolwent Gimnazjum im Bolesława Chrobrego w Gnieźnie – matura w 1930. W 1934 ukończył studia na Uniwersytecie Poznańskim. Pod pseudnimem Kazimierz Nowak działał w okresie okupacji niemieckiej w Wielkopolskiej Organizacji Wojskowej. Sędzia Sądów Powiatowych we Wrześni, Mogilnie i Strzelnie (1938-1939), sędzia Sądu Okręgowego w Gnieźnie w latach 1946-1951. Od 1961 kierownik Katedry Postępowania Cywilnego UAM, prodziekan Wydz. Prawa i Administracji UAM od 1963, wicedyrektor Instytutu Prawa Cywilnego UAM. W 1968 otrzymał tytuł profesora zwyczajnego. Członek Komisji Nauk Prawnych PAN. Członek Zrzeszenia Prawników Polskich oraz International Institut de Droit Processual, Societe de la Legislation Compare, Poznańskiego Towarzystwa Przyjaciół Nauk. Był także członkiem władz wojewódzkich i uczelnianych SD. Inicjator utworzenia w 1945 Towarzystwa Miłośników Gniezna.
Jeden z najwybitniejszych polskich prawników. Do chwili obecnej uważany za autorytet prawa cywilnego, wybitny znawca egzekucji sądowej.
Odznaczony Krzyżem Kawalerskim Orderu Odrodzenia Polski.
Pochowany na cmentarzu junikowskim w Poznaniu

## Wybrane publikacje
- Koncentracja materiału procesowego w postępowaniu cywilnym
- Obsługa prawna organów państwowych oraz jednostek gospodarki uspołecznionej
- Postępowanie cywilne procesowe przed sądami pierwszej instancji w państwach socjalistycznych
- Postępowanie egzekucyjne w sprawach cywilnych
- Postępowanie zabezpieczające i egzekucyjne : komentarz do części drugiej Kodeksu postępowania cywilnego
- Przeciwegzekucyjne powództwa dłużnika : (powództwa opozycyjne)
- Sądowe postępowanie egzekucyjne w sprawach cywilnych
- Zasada kolegialności w postępowaniu cywilnym
- Wzory pism procesowych w sprawach cywilnych (Jan Policzkiewicz, Władysław Siedlecki, Edmund Wengerek)